# 내가 사랑했던 모든 남자들에게: 언제나 그리고 영원히
《내가 사랑했던 모든 남자들에게: 언제나 그리고 영원히》(영어: To All the Boys: Always and Forever)는 2021년 공개된 미국의 십대 로맨스 코미디 영화이다. 넷플릭스 영화 《내가 사랑했던 모든 남자들에게》 3부작 중 마지막에 해당하는 작품이다. 대한민국 서울특별시에서도 촬영이 이루어졌다.

## 줄거리
라라 진은 가족들과 함께 서울로 봄방학 여행을 떠나 엄마의 추억을 되새기며, 엄마가 남긴 메시지를 확인한다. 집으로 돌아온 후, 라라 진은 남자친구 피터와 처음 만났던 순간에 대해 이야기를 나누지만, 피터는 그들의 첫 만남을 다르게 기억한다. 대학 입시 결과 발표를 기다리던 라라 진은 스탠포드 대학교에 불합격하고, 피터와 함께 대학에 다니려던 계획에 차질이 생긴다. 
라라 진은 실수로 피터에게 스탠포드에 합격했다는 문자를 보내고, 이 오해로 인해 피터는 라라 진에게 성대한 프롬 포즈를 한다. 하지만 라라 진은 스탠포드 불합격 사실을 숨긴 채 캘리포니아 대학교 버클리 캠퍼스에 합격하고, 이를 피터에게 숨기려 한다. 뉴욕으로 졸업 여행을 간 후에서야 라라 진은 피터에게 모든 사실을 털어놓는다. 그녀는 피터와 가까운 버클리 대학을 선택하려고 하지만, 뉴욕 대학교 파티에서 좋은 시간을 보낸 후 뉴욕 대학교에도 합격하게 되면서 고민에 빠진다.
결국 라라 진은 뉴욕 대학교로 진학하기로 결정하고, 피터와의 장거리 연애를 걱정하며 초조해한다. 이 사실을 알게 된 피터는 장거리 연애의 어려움을 예상하고 이별을 택한다. 라라 진의 새아버지 결혼식 날, 키티의 도움으로 라라 진은 피터와 재회한다. 피터는 6학년 때의 첫 만남과 함께, 3,000마일의 거리가 있어도 서로 사랑하자는 계약서를 라라 진에게 건넨다. 두 사람은 다시 사랑을 확인하고 계약서에 서명한다. 영화는 장거리 연애에 대한 두려움과 편견에도 불구하고, 서로에게 사랑을 담은 편지를 쓰며 관계를 이어가기를 희망하는 라라 진의 긍정적인 독백으로 마무리된다.

## 출연진
- 노아 센티네오 - 피터 캐빈스키
- 조던 피셔 - 존 앰브로즈 매클래런
- 애나 캐스카트 - 캐서린 "키티" 송커비
- 저넬 패리시 - 마고 송커비
- 로스 버틀러 - 트레버 파이크
- 매들린 아서 - 크리스
- 에밀리아 바라나크 - 젠
- 트레초 마오로 - 루커스 제임스
- 사라유 블루 - 트리나 로스차일드
- 존 코벳 - 대니얼 커비
- 켈시 머위마 - 에밀리 누스바움
- 줄리 타오 - 헤이븐
- 헨리 토마스 - 카빈스키
- 소피아 블랙 디엘리아 - 헤더
- 쥰 B. 와일드 - 조안
- 호-영 전 - 데이
- C. 에른스트 하스 - 애들러
- 모모나 타마다 - 어린 라라 진
- 리언 맥크리릭 - 어린 피터
- 제니 한 - 조
- 린다 코 - 캐리
- 조이 파체코 - 오웬